# Сењанин Иво
Сењанин Иво, право име Иван Влатковић, (крајем 16. вијека — 1612) српски је народни јунак из Хрватског приморја из града Сења и један од сењских капетана (1595 — 1612).
Као сењски војвода и капетан ратовао је по Албанији, Херцеговини, Босни и Војној крајини. Прославио се јунаштвом у борби за Клис и Петрињу за вријеме Аустријско-турског рата. Лажно је оптужен, а потом и затворен у карловачку тамницу. Након тога је погубљен, послије 24. јула 1612. године. 
Његове подвиге народ је опјевао у епским пјесмама.